# Kemayan
Kemayan è una piccola cittadina nel distretto di Bera, nel Pahang, Malaysia.

## Popolazione
La maggior parte dei locali sono di origine cinese.